# Trini Alvarado
Pour les articles homonymes, voir Alvarado.
 (janvier 2021).
Si vous disposez d'ouvrages ou d'articles de référence ou si vous connaissez des sites web de qualité traitant du thème abordé ici, merci de compléter l'article en donnant les références utiles à sa vérifiabilité et en les liant à la section « Notes et références ».
Trini Alvarado est une actrice américaine née le 10 janvier 1967 à New York, New York (États-Unis).

## Biographie
Trini Alvarado est née le 10 janvier 1967 à New York, ville située dans l'état du même nom aux États-Unis.
Sa mère est d'origine portoricaine tandis que son père est un immigrant espagnol. Les deux se sont connus lors de vacances aux États-Unis et ont décidé de s'y installer, avec l'aide de membres de la famille qui vivaient à New York,,.
Enfant, Trini fréquente l'école Professional Children, où elle obtient de très bonnes notes, ce qui démontre une grande aptitude pour les matières académiques en général
Après avoir achevé ses études secondaires, elle entre à l' Université de Fordham et y obtient un diplôme d'art dramatique.

## Carrière
Très jeune, elle intègre le monde cinématographique. À l'âge de dix ans, elle participe à son premier film, The Magic Pony Ride, où elle interprète une fille qui sautait à la corde.
L'année suivante, en 1978, elle joue Goldilocks dans Big Apple Birthday. Elle enchaîne avec Rich Kids, une comédie dramatique qui ne rencontre pas le succès.
En 1980, Times Square lui permet d'obtenir de la notoriété grâce à son interprétation de Pamela Pearl, avec l'histoire d'une fille pauvre qui devient riche et célèbre.
En 1984 et après différentes apparitions dans des séries de la CBS, elle participe au tournage de Mrs. Soffel de Gillian Armstrong, avec Diane Keaton et Mel Gibson. Elle y interprète Irene Soffel, la fille de Kate Soffel, le personnage incarné par Diane Keaton. En 1988, elle est membre de l'équipe de Satisfaction, avec Liam Neeson et une très jeune Julia Roberts. Trini Alvarado renonce à son stéréotype d'enfant gentille, pour se transformer en une punk rebelle qui mastiquait du chewing gum.
L'année suivante, elle obtient le rôle de Lisa Titus dans le film The Chair. Puis, elle joue aux côtés d'Alfred Molina dans la comédie dramatique American Friends, pour ensuite être la seconde épouse de Babe Ruth, incarné par John Goodman dans le film The Babe.

## Filmographie
- 1977 : The Magic Pony Ride : fille sautant à la corde
- 1978 : Big Apple Birthday : Goldilocks
- 1979 : Rich Kids de Robert Milton Young : Franny Philips
- 1979 : A Movie Star's Daughter (TV) : Dena McKain
- 1980 : Times Square : Pamela Pearl
- 1981 : Starstruck (TV) : Alicia Marin
- 1982 : Private Contentment (TV) : Gail Brock
- 1982 : Dreams Don't Die (TV) : Teresa
- 1983 : Le prisonnier (Jacobo Timerman: Prisoner Without a Name, Cell Without a Number) (TV)
- 1984 : Mrs. Soffel : Irene Soffel
- 1987 : Sweet Lorraine : Molly Garber
- 1988 : Satisfaction : May Stark (Mooch)
- 1988 : Frank Nitti: The Enforcer (TV) : Anna
- 1989 : American Blue Note : Lorraine
- 1989 : The Chair : Lisa Titus
- 1990 : Sensibility and Sense (TV)
- 1990 : Stella : Jenny Claire
- 1991 : American Friends (en) : Elinor Hartley
- 1992 : The Babe : Helen Woodford Ruth
- 1994 : Les Quatre Filles du docteur March (Little Women) : Meg March
- 1995 : La Famille Perez (The Perez Family) : Teresa Perez
- 1996 : Fantômes contre fantômes (The Frighteners) de Peter Jackson : Lucy Lynskey
- 1996 : The Christmas Tree (TV) : Beth
- 1998 : Paulie, le perroquet qui parlait trop (Paulie) : Marie Alweather (adulte)
- 2000 : Une dernière danse (The Last Dance) (TV) : Denise Cope
- 2001 : Bitter Winter (TV)
- 2004 : New York, unité spéciale (saison 5, épisode 14) : Maggie Shaye
- 2006 : Little Children : Theresa
- 2008 : Fringe (TV) : Jessica Loeb
- 2010 : Love and Secrets (All Good Things) : Sarah Davis